# Dekanatspfarrkirche Sillian

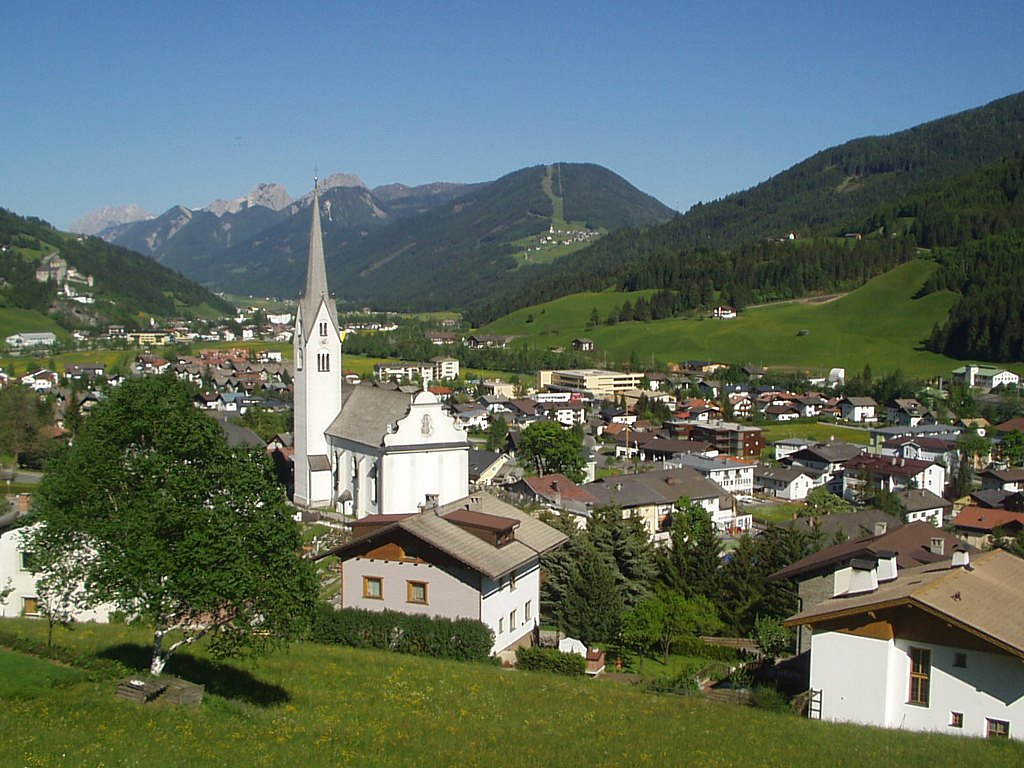
Blick auf die Pfarrkirche in Richtung Osten

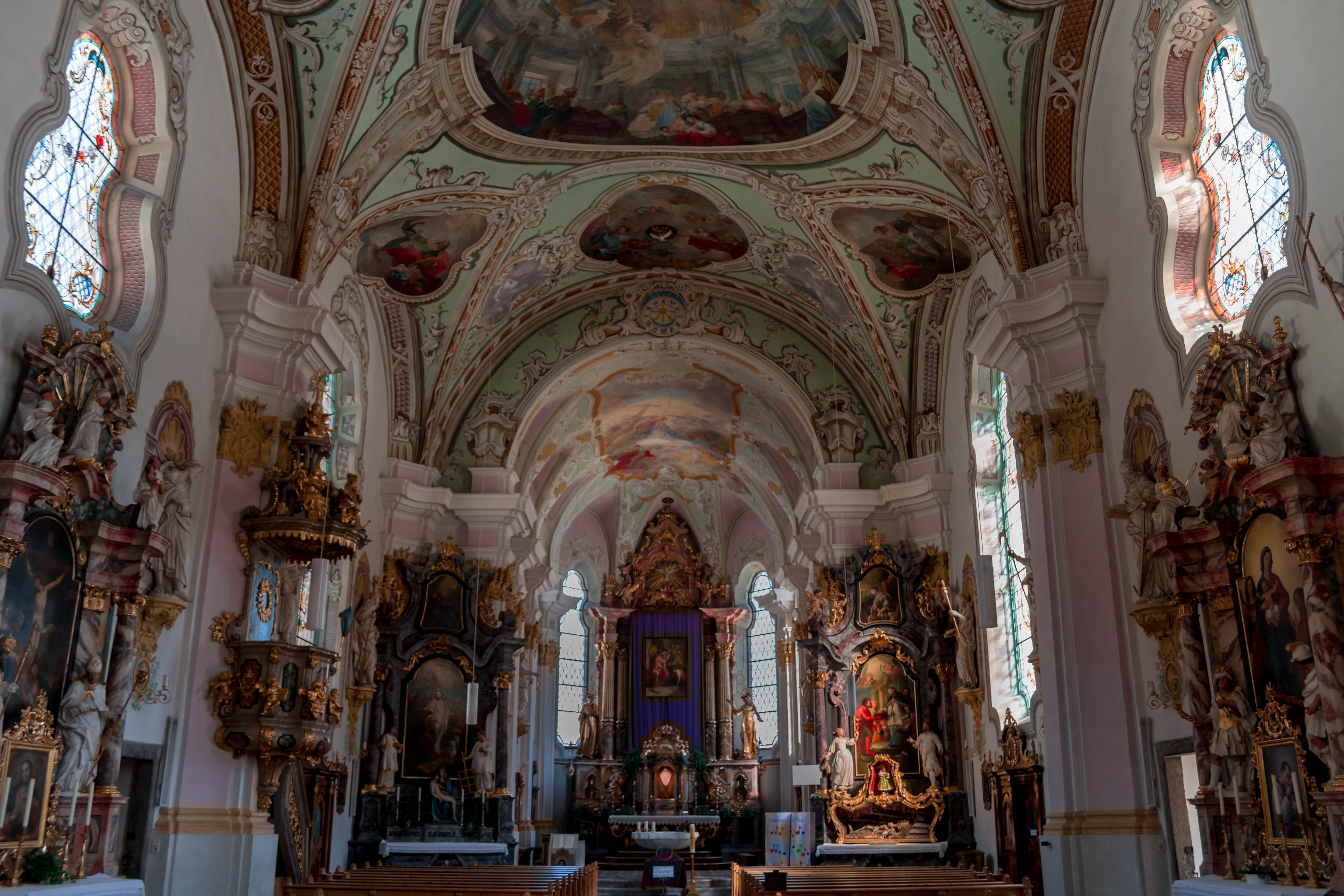
Langhaus, Blick zum Chor

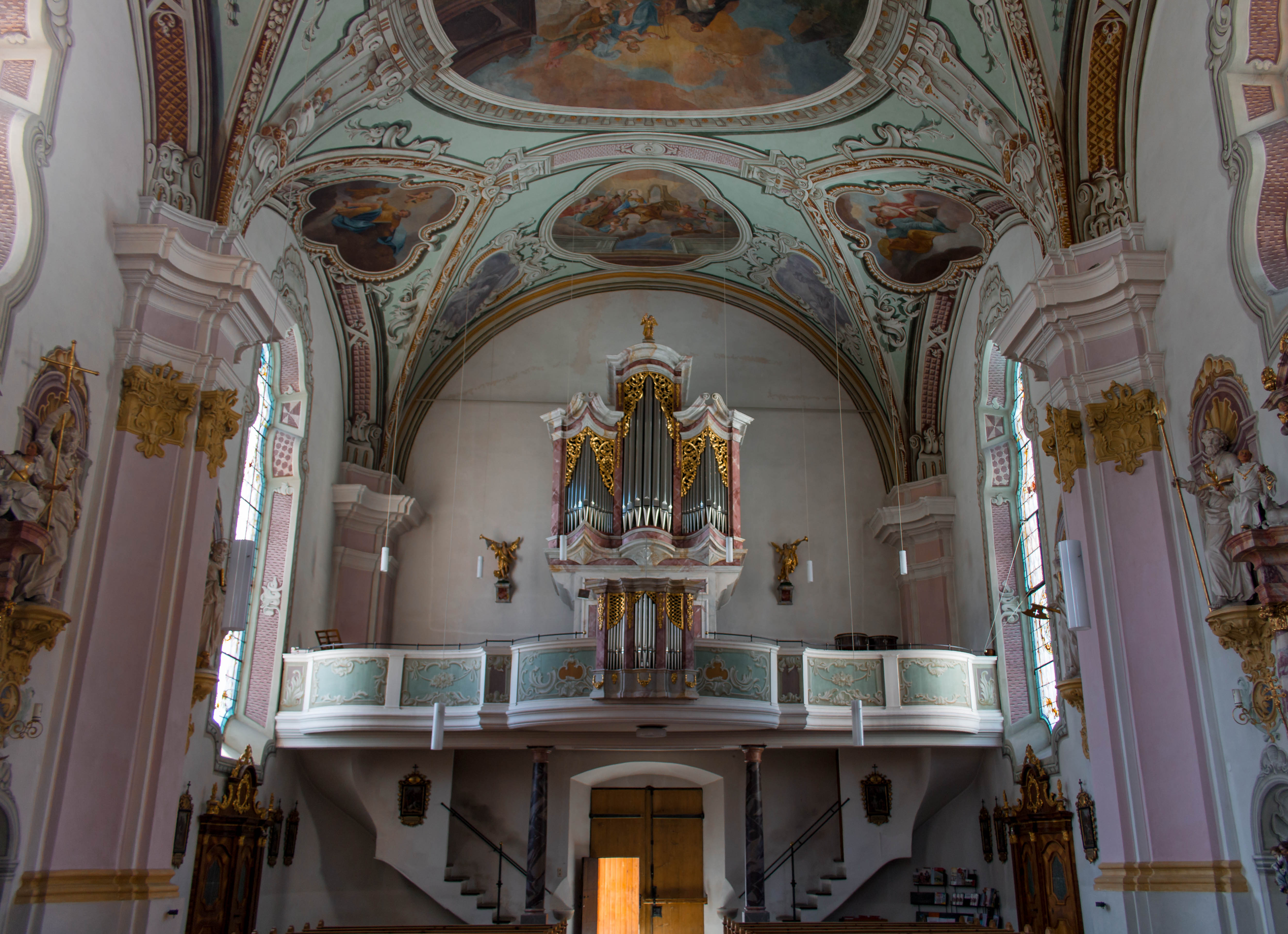
Langhaus, Blick zur Orgelempore

Die römisch-katholische Dekanatspfarrkirche Sillian steht in prachtvoller Lage im oberen Teil von Sillian-Markt in der Marktgemeinde Sillian in Osttirol. Die dem Patrozinium Unsere Liebe Frau Mariä Himmelfahrt unterstelle Pfarrkirche ist Sitz des Dekanats Sillian in der Diözese Innsbruck. Die Kirche steht unter Denkmalschutz (Listeneintrag).

## Geschichte
1212 wurde ein Pfarrer genannt. 1326 war eine Chorweihe. Der gotische Neubau wurde 1441 geweiht. Die Kirche diente einigen Mitgliedern der gräflichen Familie vom Hause Görz als Ruhestätte. Seit dem Mittelalter bestand ein blühendes Bruderschaftswesen. Das Dekanat Sillian wurde 1919 eingerichtet und 1921 definitiv festgelegt.
1759/1761 erfolgte durch Josef Adam Mölck eine Barockisierung der Kirche. Nach einer kleinen Innenrenovierung 1951 wurde 1988 die Außenfassade renoviert. Eine umfangreiche Innenrenovierung folgte 1995/1996.

## Architektur
Die verhältnismäßig große gotische qualitätsvoll barockisierte Kirche, von einem Friedhof mit einer Umfassungsmauer umgeben, bildet mit den umliegenden Bauten ein äußerst reizvolles Bauensemble.
Die Kirche unter einem steilen Satteldach zeigt ein Langhaus mit einfach abgetreppten Strebepfeilern, das westliche Joch wurde 1759/1961 angebaut, der abgesetzte polygonale Chor hat zweifach abgetreppte Strebepfeiler. Die Westfront zeigt Pilastermalerei, ein kräftiges Gesims und einen mehrfach geschwungenen Giebel mit zwei seitlichen Engelsfiguren, zwei kleinen Pyramiden und der bekrönenden Statue hl. Johannes Nepomuk. Das Westportal hat eine Graniteinfassung, Pilaster und gesprengte Segmentgiebel, es gibt nördlich und südlich Seitenportale. Die Kirche hat fast zur Gänze einen umlaufenden Sockel, die Fenster haben eine umrahmende Malerei. Der Turm, im Kern aus dem 13./14. Jahrhundert, steht nördlich am Chor, die Drillingsfenster sind durch eine rundbogige Blende zusammengefasst, darüber sind Biforenfenster, er trägt einen schlanken achtseitigen Spitzhelm aus dem 15. Jahrhundert, im untersten Geschoß des Turmes befindet sich in der Laibung des Fensters innen eine Porträtdarstellung eines bürgerlich gekleideten Mannes, wohl der Baumeister der gotischen Kirche.
Das Kircheninnere zeigt trotz gotischem Baukern eine einheitliche qualitätsvolle barocke Gesamtwirkung.

## Einrichtung
Die Deckengemälde und Altarblätter der Kirche stammen vom Tiroler Hofkammermaler Josef Adam Mölk und die 14 Apostelstatuen vom Osttiroler Bildhauer Johann Paterer.
Die Schleifladenorgel im Inneren der Kirche wurde 1985 durch eine Südtiroler Firma eingebaut. Die alte Herz-Jesu-Glocke war aufgrund eines Risses nicht mehr vollständig funktionsfähig und am 7. Juli 2012 wurde eine neue Glocke eingebaut.

## Grabdenkmäler
- Beim südlichen Eingang ein Grabstein zu Josef Andreas Perathoner gestorben 1710.
- Am Sakristeianbau aus 1758 und südlich am Chor Grabplatten von 1693 mit Relief, Kreuzigung und kniendem Verstorbenen und von 1723 mit Relief Maria mit Kind.
- Östlich am Chor Kreuzigungsgruppe aus der Mitte des 17. Jahrhunderts.